# 塩浦信太郎
塩浦 信太郎（しおうら しんたろう、1954年 - ）は、群馬県太田市出身のイラストレーター、カラクリ作家、映像作家。群馬県太田市武蔵島町の生まれる（新田郡尾島町武蔵島）。信出版（電子書籍出版社）SHIO-KARA塩浦カラクリを主宰。若い頃露天商をしながら、日本各地を旅し様々な経験をし、その後世界各地へと足を伸ばしヨーロッパ各地、アフリカ、インド、オーストラリア、アメリカ、南米、モンゴル、中国、韓国、タイ、アフリカなどを旅をしその経験を書籍にして出版、現在なネイティブアメリカンの文化に焦点を当て著作、創作活動を行っている、また各地の博物館や美術館、また百貨店などでもカラクリ作品の展示、販売も行いながら創作活動を行っている。

## 著作
- しぜんで工作しよう（岩崎書店）
- 空港（岩崎書店）
- カラクリにんぎょう（岩崎書店）
- 紫つゆ草の手紙（中経出版）
- 王の道 - ジンギスカンの生涯（中経出版）
- 遊びカラクリ博物館（東京創元社）
- 子連れ海外旅日記（東京創元社）
- インディアンの知恵（光文社）
- ラコタとナバホに恋をして（めるくまーる）
- 猫ぬりえ（オークラ出版）
- こころがよろこぶことば（東京書籍）
- ネイティブアメリカンの美味しい生活（PHP研究所）
- ペーパーカラクリシリーズ5冊（ポトス出版）
- 焼けたロザリオ（聖母の騎士社）
- からくり工作ブック（学研）
- 手塚治虫の『火の鳥』と読む137億年宇宙・地球・生命の謎]（実業之日本社）
- 屋久島の少女アニカ（ポトス出版）

| スタブアイコン | サブスタブ | この項目は、まだ閲覧者の調べものの参照としては役立たない、人物に関連した書きかけの項目です。この項目を加筆・訂正などしてくださる協力者を求めています（P:人物伝/PJ:人物伝）。 |